# Галвестон (залив)
Залив Галвестон (енгл. Galveston Bay) је залив на обали Тексаса, у САД, спојен са Мексичким заливом. У залив се улијевају веће ријеке Тринити и Сан Хасинто и плимне воде из Мексичког залива. Просјечна дубина је 3 m, а површина око 1.500 km².
Највећи град на обали је Хјустон, уз мање градове Галвестон, Пасадена и друге.